# François-Marcel Junca
François-Marcel Junca (Bayonne, 27 de junho de 1817–Lormes, Nièvre, 2 de outubro de 1878) foi um baixo francês.
Tal como o seu pai, foi marinheiro até que em 1833 o diretor do Conservatório de Toulouse o ouviu cantar, ficando impressionado com a beleza da sua voz de baixo e levando-o para estudar no conservatório. Três anos depois, Junca foi admitido no Conservatório de Paris. Estreou-se em Metz, num papel menor, tendo sucessivamente atuado com êxito em Lyon, Marselha, Liège e Bayonne. Regressou a Paris em 1847 para ingressar na Opéra-National, onde se estreou no papel do rei, em Gastibelza, uma ópera de M. Aimé Maillart. Obteve grande sucesso como cantor, mas não era bom ator. Com o fim da Opéra-National, mudou-se para a Opéra-Bouffe-Française (Sala Beaumarchais) onde criou o papel em Atala, drama lírico, com versos de de Alexandre Dumas, filho. Contratado por Jules Seveste, quando a Opéra-National se transformou em Théâtre-Lyrique, Junca, com sua bela voz de baixo, a sua técnica e a inteligência da sua interpretação conquistou a simpatia e o aplauso do público. Em 1856, depois de estrondosos sucessos, deixou o Théâtre-Lyrique e nunca mais foi ouvido em Paris.